# Astragalus ammodendron
Astragalus ammodendron är en ärtväxtart som beskrevs av Aleksandr Andrejevitj Bunge. Astragalus ammodendron ingår i släktet vedlar, och familjen ärtväxter. Inga underarter finns listade i Catalogue of Life.